# Filioque
Filioque is een Latijns woord dat bekend is uit de katholieke theologie en onderdeel is van de drie-eenheidsleer. Het betekent letterlijk en de Zoon. Het woord komt niet voor in de geloofsbelijdenis van Nicea, maar werd later (in 1014) door paus Benedictus VIII toegevoegd.
Latijn:
Et in Spiritum Sanctum, Dominum, et vivificantem: qui ex Patre Filioque procedit.
Vertaling:
En in de Heilige Geest, die Heer is en het leven geeft: die voortkomt uit de Vader en de Zoon.
Met deze uitdrukking wordt bedoeld dat de Heilige Geest uitgaat van de Vader én van de Zoon. In het Filioque wordt aldus beleden dat de Heilige Geest zijn persoonlijkheid ontvangt van God de Vader én van God de Zoon.
Over dit uitgangspunt is vanaf de 9e eeuw veel strijd geweest in de christelijke Kerken. De Rooms-Katholieke Kerk erkende het Filioque (en ook de daaruit voortgekomen protestantse kerken hebben het gehandhaafd). De Orthodoxe Kerk erkende het niet. Zij heeft de oorspronkelijke vorm, gebaseerd op Christus' woorden, behouden: "De Helper... de Geest der waarheid die van de Vader uitgaat". (Joh. 15:26)
In het jaar 1054 was deze kwestie de onmiddellijke aanleiding tot het Grote Schisma dat leidde tot de scheiding tussen de Rooms-Katholieke Kerk en de oosters-orthodoxe kerken.
In 1439 verscheen de pauselijke bul Laetentur Coeli, waarin de Rooms-Katholieke Kerk verklaarde geen wezenlijk verschil te zien tussen de opvattingen van de oosterse kerken en Latijnse Kerk. De tegenstand tegen de voorwaarden gesteld aan de oosterse kerken bleef echter groot, en de scheiding van beide wereldkerken bleef bestaan.
Als gevolg van het Tweede Vaticaans Concilie werd in 1965 het schisma officieel opgeheven en de banvloeken ingetrokken, die de oosterse en de westerse kerken in 1054 op elkaar hadden afgevuurd. Dat gebeurde naar aanleiding van een ontmoeting tussen paus Paulus VI en patriarch Athenagoras I van Constantinopel. In de praktijk is de scheiding echter blijven voortbestaan.